# 앨리신 애슐리 암
앨리신 애슐리 암(Allisyn Ashley Arm, 1996년 4월 25일 ~ )은 미국의 배우이다.

## 출연 작품
- 오자크 샤크 (2016)
- 에이미 인 어 케이지 (2015)
- 유쾌한 서니 시즌1 (2009)
- 미트 데이브 (2008)
- 산타 크로스 (2007)
- 미스터 우드콕 (2007)
- 킹 오브 캘리포니아 (2007)
- 유러지 (2004)
- 스윗 브리즈 (2003)